# Iran Book House
Das Iran Book House (persisch خانه كتاب, DMG Ḫāne-ye Ketāb, Chane-ye Ketab bzw. englisch Khaneh Ketab „Haus des Buches“) ist ein 1993 gegründeter nichtstaatlicher gemeinnütziger Informationsdienst über iranische Buchveröffentlichungen und hat seinen Sitz in Teheran, der Hauptstadt Irans.

## Dienste
Zusätzlich zur Datenbank über Neuerscheinungen und Verlage bietet das Iran Book House folgende Dienste an:
- Plattformen bzw. Journals für Buchbesprechungen
- Preisverleihungen wie die Iran’s Book of the Year Awards, das Islamic Republic of Iran’s Book of the Season, den Parvin Etesami literary award, den Jalal Al-Ahmad literary award sowie den First-step Literary Award für Nachwuchsschriftsteller.[2]
- Den Buchhandel betreffende Dienste wie die Iranian Book News Agency oder die Vergabe von ISBN- und ISMN-Nummern, Versicherungen für Schriftsteller sowie Veranstaltungen bzw. Tagungen in Literaturhäusern.[2]

Die Website (www.ketab.ir) des Iran Book House wurde 1998 geschaffen.